# 狸藻亞屬
狸藻亞屬（学名：Utricularia subg. Utricularia）是狸藻屬中的一個亞屬。